# 馬格尼泰特海崖
83°22′S 51°15′W / 83.367°S 51.250°W
馬格尼泰特海崖（英語：Magnetite Bluff）是南極洲的海崖，位於伊莉莎白女王地，處於斯蒂芬斯山東北面4公里，屬於福里斯特爾山脈的一部分，現時由南極條約體系管理。